# 异鳞鱵
异鳞鱵（学名：Zenarchopterus buffonis），又名補網師、水針，为鱵科异鳞鱵属的鱼类。分布于东北达加洛林群岛、东南达菲济群岛、南达北澳大利亚、西达印度等处以及台湾到海南岛等南海海域等，属于热带海鱼类。该物种的模式产地在Pulo-Pinan。